# Наступление Нивеля
Наступление Ниве́ля (фр. Offensive Nivelle) или Вторая битва на Эне или Сражение при Шмен-де-Дам (также в историографии употребляется образное название «Бойня Нивеля»). Крупнейшее сражение Первой мировой войны по количеству участвовавших, продолжавшееся с 16 апреля 1917 по май 1917 года. Получило название по фамилии главнокомандующего французской армии Робера Нивеля. Закончилось поражением войск Антанты. Наступление Нивеля стало символом бессмысленных человеческих жертв.

## Перед наступлением
В апреле 1917 года союзники на Западном фронте имели значительные военные ресурсы. Общая численность союзных войск была около 4 500 000 человек, германская армия имела 2 700 000 человек.
Подготовка к наступлению войск Антанты велась в соответствии с решением Петроградской конференции 1917 г. Переход в наступление определялся в срок с 1 апреля до 1 мая. Последняя дата признавалась предельной всеми союзниками при условии, что «метеорологические условия не создадут непреодолимых обстоятельств». План наступления был составлен в соответствии с указаниями нового главнокомандующего французскими армиями генерала Нивеля. Он намечал отвлекающими атаками английских и французских армий на участках Аррас — Бапом и между Соммой и Уазой сковать германские силы, а на реке Эн между Реймсом и Суассоном осуществить прорыв германского фронта. При развитии прорыва предусматривалось окружить германские войска, находящиеся в нуайонском выступе. Замкнуть кольцо окружения предполагалось в районе Сен-Кантен, Гиз.
Германское командование сознавало возможность перехода Антанты весной 1917 года в наступление. Не имея сил для отражения наступления, а также учитывая трудность удержания разрушенных артиллерией позиций на реке Сомме, германское командование сочло за лучшее отвести свои войска на заранее подготовленную и хорошо укрепленную позицию Зигфрида, строительство которой началось еще в сентябре 1916 года. Новая позиция срезала Нуайонский выступ и выпрямляла фронт германской обороны. Отход германской армии на эти позиции оставил перед союзниками полосу разрушенного, труднопроходимого для техники пространства. Он лишил их также возможности нанести удар с флангов по германским армиям, бывшим до отхода в Нуайонском выступе.
В результате отхода германцев на позицию Зигфрида изменилась обстановка. Намеченный союзниками план окружения противника в Нуайонском выступе был нарушен. Это вызвало перегруппировку англо-французских войск и перемену плана операции. По новому плану главный удар наносился на сорокакилометровом участке между Суассоном и Реймсом в направлении на Ирсон силами вновь образованной резервной группы армий. В первом эшелоне находились 5-я и 6-я французские армии, во втором — 10-я армия, за ней готовилась 1-я армия, переброшенная из состава Северной группы. Справа, между Реймсом и рекой Сюип, намечалось наступление 4-й французской армий в направлении на Аттиньи. Слева, к югу от Сен-Кантена до Эрмиса в направлении к Ирсону, главный удар обеспечивался действиями 4-й английской и 3-й французской армий. На фронте южнее Живанши, в направлении на Дуэ и Камбре, 1-я, 3-я и 5-я английские армии наносили вспомогательный удар, который должен был предшествовать главному на 3-4 дня. По плану Нивеля они были предназначены для сковывания германских резервов, однако в случае прорыва должны были продвигаться в сторону Валансьена и Монса.
Всего для проведения операции намечалось привлечь более 100 пехотных дивизий союзников и свыше 11 тыс. орудий всех типов и калибров. Германское командование на направлении главного удара располагало 27 пехотными дивизиями, 2431 орудием и 640 самолётами. Генерал Нивель, делая ставку на неожиданность наступления, решил прорвать германскую оборону в ее наиболее укрепленных пунктах. При успешном развитии операции он рассчитывал легко сокрушить и остальные, по его мнению наиболее «уязвимые пункты».
Ставка Нивеля на достижение внезапности не оправдалась. Германскому командованию удалось добыть сведения о направлении главного удара союзников. 4 апреля был взят в плен французский унтер-офицер, имевший при себе приказ, раскрывающий план операции. Поэтому вспомогательный удар англичан не мог отвлечь внимание германцев от направления главного удара.

## Британское наступление
Операция по плану Нивеля началась 9 апреля в 5 часов 30 минут с нанесения вспомогательного удара, проводимого англичанами у Арраса на 20-километровом фронте южнее Живанши. Всего в наступлении у Арраса участвовало около 30 пехотных и 3 кавалерийские дивизий, 60 танков. Германцы на этом направлении имели 16 пехотных дивизий 6-й армии и 4 пехотные дивизии 2-й армии, поддерживаемых свыше 1000 орудий разных калибров.
Наступление английской пехоты поддерживалось огневым валом. В первый день наступления англичанам удалось овладеть первой оборонительной позицией, вклиниться в немецкую оборону и продвинуться до артиллерийских позиций на всем 20-километровом фронте, но развить успех они не смогли. Остановка наступления произошла из-за нарушения взаимодействия пехоты с артиллерией и танками. Артиллерия не поспевала за пехотой по изрытой воронками от снарядов местности. Пехота, оказавшись без поддержки артиллерии, становилась жертвой немецких пулеметов. Успех сопутствовал только канадским дивизиям,  которые 12 апреля смогли захватить район Вими-Риж.
В последующие дни обстановка для англичан осложнилась начавшейся непогодой — дождями, метелями, наступившим похолоданием. Бои приняли затяжной характер. Германские войска контратаками сдерживали натиск англичан, утрачивая лишь незначительные, по выражению Людендорфа, «клочки местности».

## Французское наступление

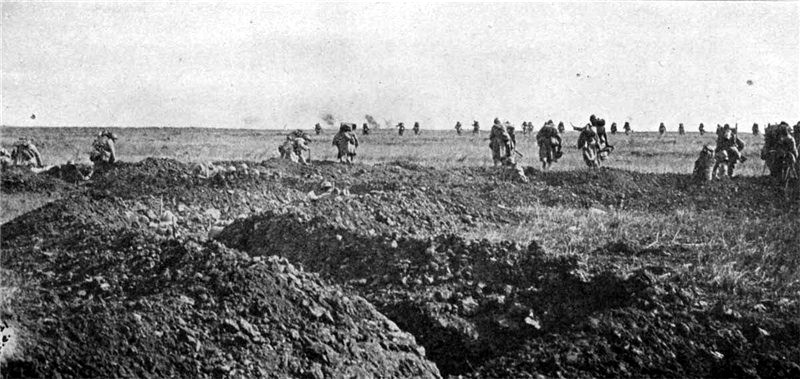
Атака французской пехоты в районе Шмен-де-Дам

Наступлению основных сил французских армий на направлении главного удара предшествовала артиллерийская подготовка, проведенная с 7 по 12 апреля. Однако ненастная погода помешала авиации корректировать огонь артиллерии. Слаборазвитая сеть наблюдательных пунктов ограничивала возможность эффективного использования артиллерии. Это привело к тому, что артиллерийская подготовка не дала положительных результатов. Наступление было отложено до 16 апреля, однако новая артиллерийская подготовка также не дала ожидаемых результатов. Но наступление не было отменено. 

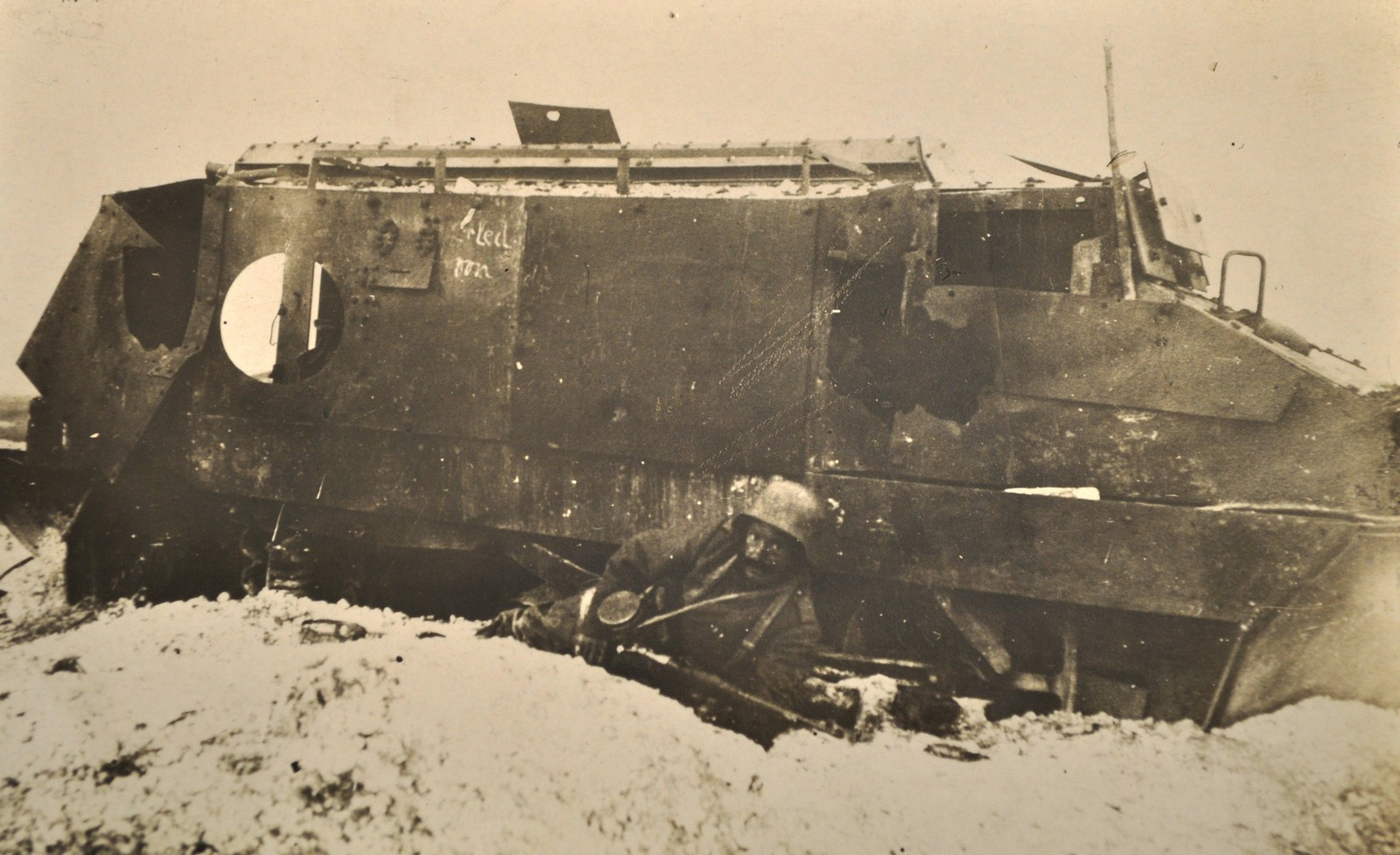
Французский танк «Шнейдер», подбитый немцами

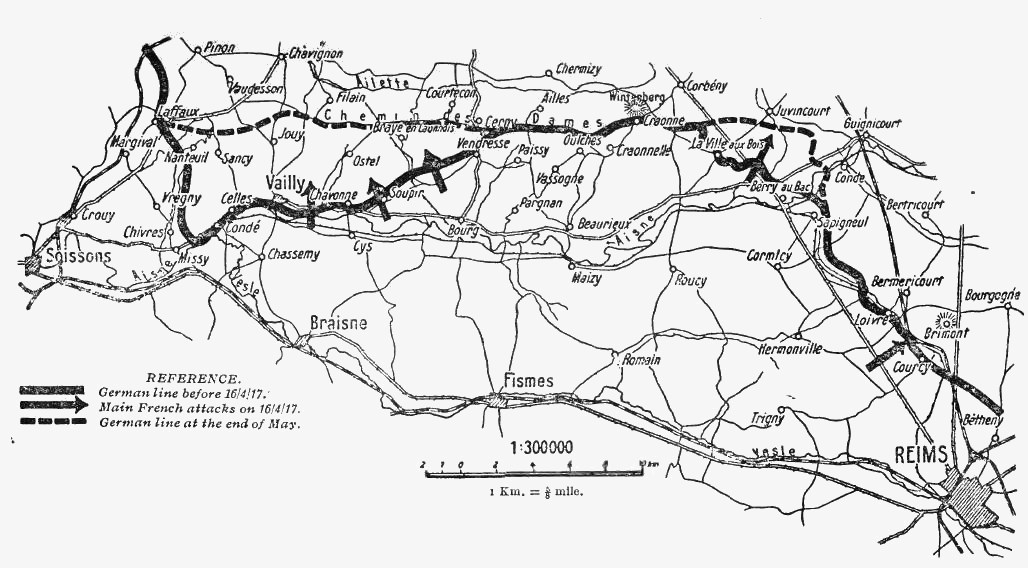
Результаты французского продвижения к маю 1917 г.

16 апреля пехота 5-й и 6-й французских армий при поддержке огневого вала, двигавшегося со скоростью 100 м в 3 минуты пошла в атаку. Германские войска покинули первую линию обороны, оставив лишь пулемётные расчёты в бетонных колпаках. Наступавшая французская пехота попала под заградительный огонь германских пулемётов. Однако, неся большие потери, французы продолжили атаку. На высотах Краон 1-й армейский корпус даже овладел участком второй полосы, но был с большими потерями отброшен назад. 6-я армия оказалась в аналогичной ситуации. Сенегальская дивизия, попав под пулеметный огонь, непривычная к холоду, имея обмороженных, откатилась в тыл, ища спасения от пуль и непогоды.
Французы ввели в бой танки модели «Шнейдер». На позиции немецких войск у Кроана двинулись 128 танков. Чтобы увеличить запас хода, на танки снаружи поместили бидоны с горючим, малейшее попадание пуль в которые воспламеняло их, как факелы. В первом отряде было подбито 39 танков, его командир был убит. Второй отряд заметила германская авиация, а артиллерия остановила его продвижение: из 128 танков с поля боя вернулись около 10 (в т. ч. 57 единиц было расстреляно артиллерийским огнем; 25% экипажей выбыли из строя убитыми или ранеными). По итогам операции были сделаны важные тактические выводы, повлиявшие на применение французских бронетанковых сил.
17 апреля атака была продолжена. 4-я французская армия при поддержке 10-й сумела захватить возвышенность к югу от Моронвиллера. 5-й французской армии при поддержке вступившей в бой 10-й армии удалось 18 — 20 апреля овладеть склонами гребня Шмен-де-Дам. На этом закончился успех атакующих, хотя англичане продолжали безрезультатные атаки германских позиций и в мае.
Наступление союзников оказалось безрезультатными, германский фронт не был прорван. По настоянию правительства, извещенного об огромных потерях, операция была прекращена. В «наступлении Нивеля» французы потеряли убитыми и ранеными 180 000 человек, британцы 160 000 человек. Потери германской армии составили 163 000 человек (29 000 пленными).

## Итоги наступления
После этого неудачного наступления Нивель был снят со своего поста, на его место был назначен генерал Петен. Во французской армии начались мятежи, солдаты отказывались повиноваться, покидали окопы, захватывали грузовики и поезда, чтобы отправиться в Париж. Мятеж охватил 54 дивизии, 20 000 солдат дезертировало. Волна забастовок прошла на военных заводах Франции, в швейной промышленности, на стройках. В мае и июне бастовали рабочие металлургической промышленности. Однако новый командующий очень жёстко подавлял все выступления в армии. В июле был отдан приказ о введении смертной казни за отказ повиноваться.
Революционное движение охватило и Русский экспедиционный корпус, находящийся на Западном фронте. Русские части продемонстрировали большое мужество во время участия в «Битве Нивеля». Из 20 000 русских солдат в этом сражении погибли и получили ранения 5183 человека (по первоначальным данным, собранным генералом Ф. Ф. Палициным, их потери составляли 4333 человека, из них 70 офицеров). Провал наступления и огромные жертвы вызвали возмущение среди русских солдат. Зная о революции в России, они потребовали возвращения на родину.
В июле русские части были сняты с фронта и переведены в лагерь Ля-Куртин, лагерь был окружён французскими войсками, которые подавили восстание русских частей к 19 сентября. 110 человек было предано суду, остальные отправлены на Салоникский фронт.